# 過 (專輯)
《過》（英語：Pass）是臺灣男創作歌手陳零九的第七張錄音室專輯，於2019年12月11日由滾石唱片發行。《過》是一張流行與節奏藍調專輯，並包括嘻哈、搖滾與陷阱音樂風格的歌曲。專輯的歌詞題材橫跨愛情、親情及友情，並以國語、臺語與英語三種語言創作。專輯以雙碟模式發行，分為「天黑」與「天亮」兩部分，象徵著規則的明與暗。邱鋒澤、韋禮安、孫盛希與婁峻碩等多名流行歌手與饒舌歌手皆參與了專輯的創作，並與陳零九合唱歌曲。
專輯一共收錄20首單曲，來自於從2019年3月至12月的單曲連發計劃。陳零九以一個月完成兩首歌曲的速度發行單曲跟音樂錄像帶，並把所有單曲收錄於專輯中。其中《天黑請閉眼》成為專輯最熱門的單曲，登上KKBOX新歌榜冠軍位置，於YouTube的音樂錄像帶亦突破千萬點擊。因而衍生了續作《天亮請睜眼》。

## 背景與發行
2018年9月，陳零九在發行第六張錄音室專輯《情歌》後，隨即展開了以專輯為主題的「沒有意見」音樂會。在音樂會的尾聲，陳零九宣佈了單曲連發計劃，從翌年3月開始以每月兩首單曲跟兩支音樂錄像帶的速度為目標發行，總共發行20首單曲與錄像帶。期間他與原唱片公司滾石唱片續約五年，並進軍中國大陸市場擴大事業版圖。他亦分別跟蔡家蓁以及邱鋒澤合唱各自專輯的歌曲，並與邱鋒澤、黃偉晉跟小賴組成限定團體「W0LF四堅情」發行單曲《兵變》。2019年10月，陳零九提到將會把單曲連發計劃的20首歌曲收錄成一張專輯發行。
11月20日，陳零九正式公開新專輯《過》的所有消息，包括作品名稱、封面、收錄歌曲、附贈禮品與發行日期等。官方亦同時公佈從翌日至11月27日期間，展開為期一星期的專輯網絡預購。專輯開放預購當日，陳零九宣佈因銷情熱烈而需要緊急加單，因此實體唱片的發行日期將會延後，而數位發行日期將如期定於12月11日。

## 設計與包裝
《過》的主視覺由知名狼人殺插畫家梁先生負責，包括專輯的封面設計與內頁拍攝。過往梁先生亦曾與陳零九於《天亮請睜眼》的音樂錄像帶合作。
專輯以音樂桌遊盒形式包裝，以結合遊戲與音樂雙重體驗。專輯的封面為手繪版的陳零九肖像，內容包括總共收錄20首歌曲的雙CD與專輯內頁，以及可以玩12人局的狼人殺卡牌、投票牌與遊戲說明書。其中狼人殺卡牌亦由插畫家梁先生負責設計。而在預購期間購買專輯的則獲額外附贈「客製PASS電繡束口袋」以及陳零九親筆簽名作為特典。

## 音樂與歌詞
《過》以雙碟形式收錄歌曲，並分為「天黑」與「天亮」兩部分，象徵著規則的明與暗。陳零九參與了專輯所有歌曲的創作，並包括與張暐弘、潘信維跟陳佑祥等詞曲作家及音樂製作人共同創作與製作歌曲。專輯的曲風為流行與節奏藍調，並包括嘻哈、搖滾跟陷阱音樂風格的歌曲。專輯的歌詞題材橫跨愛情、親情及友情，並以國語、臺語與英語三種語言創作。
第一張光碟的主題為「天黑」部分。開首曲《再也不要》（feat.韋禮安）是一首帶有嘻哈風格的抒情歌，歌曲的節奏被形容為律動感十足，並對人聲進行提潘效果的處理。第二首歌曲《天黑請閉眼》（feat.邱鋒澤）是一首情歌，歌曲以桌遊狼人殺作為題材，並把遊戲的內容轉換成為情侶在交往過程中互相猜測對方心意的攻防。第三首歌曲《可能我不懂》是一首情歌，歌曲以在挫敗的感情關係中，為了對方的幸福而選擇離去作為主題。第四首歌曲《Watch Me》是一首節奏藍調風格情歌。歌曲發行後被指與韓國組合VICTON的歌曲《俉月哀》前奏雷同，陳零九其後澄清原因為使用了音軌庫的同一個循環音軌作為歌曲的編排。第五首歌曲《分手的第五夜》是一首以分手作為主題的情歌，歌名的意思為在分手後的第一天至第七天中，第五個晚上是最混亂跟最糾結。
第六首歌曲《我不走》是一首使用鋼琴作伴奏的情歌，歌詞以情感容易消逝的一面作為主題。第七首歌曲《北京的夜晚》（feat.孫盛希）是一首節奏藍調男女對唱曲，靈感來自於去年在北京校園巡演中體驗的當地的夜晚，歌詞以戀人間的浪漫甜蜜行為作主題。第八首歌曲《鬼混》（feat.熊仔）是一首律動感強烈的嘻哈風格歌曲，並加入了饒舌歌詞。歌詞以男女間的情感糾葛作為主題，講述一段三角關係。第九首歌曲《聊傷》是一首使用電結他與木結他作為伴奏的歌曲，歌名有隱喻「療傷」的意思，歌詞以將感情攤開來聊為主題。結尾曲《看見妳的聲音》是一首使用鋼琴與大提琴作為伴奏的抒情曲，歌曲的主題為「很無奈地在述說一件事情的發生」。
第二張光碟的主題為「天亮」部分。開首曲《天亮請睜眼》（feat.邱鋒澤）是一首曲風偏輕快的情歌，歌曲以桌遊狼人殺作為題材，並加入守衛、邱比特等遊戲角色於歌詞中。第二首歌曲《外套》以愛情作為主題，寫出像外套一樣在對方需要的時候默默付出，不被需要時便安份離開的感受。第三首歌曲《出外的囝仔》以臺語創作，歌曲以親情作為題材，寫出遊子離鄉別井，到外地打拼的情景。第四首歌曲《I'll Love You Next Life》是一首以全英語填詞的情歌，並以希望大家都能珍惜任何感情作為概念。第五首歌曲《2099》（feat.張愛愛）是一首節奏藍調風格的情歌，歌名源自兩位歌手的名稱，並以祝福所有情侶能「愛你久久」作為概念。
第六首歌曲《房間》（feat.婁峻碩）的曲風為節奏藍調與嘻哈，歌詞以失戀以及平行時空作為題材。第七首歌曲《遊戲Bro》（feat.韋禮安、王舜）是一首加入電子聲響的輕快歌曲，並於歌詞中加入了各種電子遊戲名稱。第八首歌曲《還有我在》是一首搖滾風格歌曲，歌詞以展現出電玩世界中戰友的同袍情誼作為主題。第九首歌曲《REAL LIE》的曲風為流行跟陷阱音樂，歌詞以反擊無力的生活作為主題，為陳零九觀察人生百態有感而發所寫。

## 歌曲列表
| 《過》 – 光碟1 | 《過》 – 光碟1                               | 《過》 – 光碟1                     | 《過》 – 光碟1                     | 《過》 – 光碟1       | 《過》 – 光碟1     | 《過》 – 光碟1 |
| 曲序           | 曲目                                         |                                    | 作曲                               | 编曲                 | 製作人             | 时长           |
| -------------- | -------------------------------------------- | ---------------------------------- | ---------------------------------- | -------------------- | ------------------ | -------------- |
| 1.             | 再也不要（feat.韋禮安） Never Again          | 韋禮安 羅維真 晴時書 姚書寰 蔡周翰 | 韋禮安 羅維真 晴時書 姚書寰 蔡周翰 | 姚書寰 韋禮安        | 陳零九 韋禮安      | 3:34           |
| 2.             | 天黑請閉眼（feat.邱鋒澤） Werewolves         | 陳零九                             | 邱鋒澤 陳零九                      | 張暐弘               | 張暐弘             | 4:46           |
| 3.             | 可能我不懂 Maybe I Don't Know                | 陳零九                             | 陳零九 潘信維                      | 陳熙                 | 陳零九 陳熙 潘信維 | 4:10           |
| 4.             | Watch Me                                     | 陳零九                             | 陳零九                             | 陳零九               | 陳零九             | 2:33           |
| 5.             | 分手的第五夜 Day Five                        | 陳零九                             | 潘信維 陳零九                      | 潘信維 陳佑祥 曾聿徵 | 潘信維 陳零九      | 4:22           |
| 6.             | 我不走 Don't Go                              | 陳零九 Tiny                        | 陳零九                             | 黃雨勳               | 陳零九 黃雨勳      | 5:00           |
| 7.             | 北京的夜晚（feat.孫盛希） A Night In Beijing | 陳零九 孫盛希                      | 陳零九 孫盛希                      | 工藤仁志             | 陳零九 戶田泰宏    | 3:53           |
| 8.             | 鬼混（feat.熊仔） Fool Around                | 熊信寬 陳零九                      | CYH 熊信寬 陳零九                  | CYH                  | 陳零九 熊信寬      | 3:35           |
| 9.             | 聊傷 Wound                                   | 崔惟楷 陳零九                      | 陳零九                             | 許書豪               | 許書豪 陳零九      | 4:05           |
| 10.            | 看見妳的聲音 See Your Voice                  | 陳零九                             | 陳零九                             | 周菲比               | 陳零九             | 4:15           |

| 《過》 – 光碟2 | 《過》 – 光碟2                        | 《過》 – 光碟2     | 《過》 – 光碟2       | 《過》 – 光碟2 | 《過》 – 光碟2       | 《過》 – 光碟2 |
| 曲序           | 曲目                                  |                    | 作曲                 | 编曲           | 製作人               | 时长           |
| -------------- | ------------------------------------- | ------------------ | -------------------- | -------------- | -------------------- | -------------- |
| 1.             | 天亮請睜眼（feat.邱鋒澤） Daylight    | 陳零九 邱鋒澤      | 陳零九 張暐弘 邱鋒澤 | 張暐弘         | 張暐弘 陳零九        | 3:12           |
| 2.             | 外套 Coat                             | 陳零九 潘信維      | 陳零九 潘信維        | 潘信維         | 陳零九 潘信維        | 3:42           |
| 3.             | 出外的囝仔 Far Away Home              | 武雄               | 陳零九 潘信維        | 游政豪         | 陳零九 潘信維        | 4:10           |
| 4.             | I'll Love You Next Life               | 陳零九             | 陳零九               | 李友廷 劉涵    | 陳零九               | 4:16           |
| 5.             | 2099（feat.張愛愛）                   | 張愛愛 陳零九      | 陳零九               | 陳佑祥 林書緯  | 陳零九 陳佑祥 林書緯 | 3:06           |
| 6.             | 房間（feat.婁峻碩） Room              | 陳零九 婁峻碩      | 陳零九 婁峻碩        | 陳佑祥         | 陳零九 陳佑祥        | 2:59           |
| 7.             | 遊戲Bro（feat.韋禮安、王舜） Game Bro | 陳零九 韋禮安 王舜 | 陳零九 韋禮安 王舜   | 王舜           | 陳零九 韋禮安 王舜   | 3:39           |
| 8.             | 還有我在 I've Got Your Back           | 陳零九             | 陳零九 陳佑祥 林書緯 | 陳零九         | 陳佑祥 林書緯        | 3:01           |
| 9.             | REAL LIE                              | 陳零九             | 陳零九               | 律動叔叔       | 陳零九 律動叔叔      | 3:15           |
| 10.            | 度個假 Holiday                        |                    |                      |                |                      | 3:27           |

| 《過》 – 線上下載 | 《過》 – 線上下載                            | 《過》 – 線上下載                  | 《過》 – 線上下載                  | 《過》 – 線上下載    | 《過》 – 線上下載    | 《過》 – 線上下載 |
| 曲序              | 曲目                                         |                                    | 作曲                               | 编曲                 | 製作人               | 时长              |
| ----------------- | -------------------------------------------- | ---------------------------------- | ---------------------------------- | -------------------- | -------------------- | ----------------- |
| 1.                | 再也不要（feat.韋禮安） Never Again          | 韋禮安 羅維真 晴時書 姚書寰 蔡周翰 | 韋禮安 羅維真 晴時書 姚書寰 蔡周翰 | 姚書寰 韋禮安        | 陳零九 韋禮安        | 3:34              |
| 2.                | 天黑請閉眼（feat.邱鋒澤） Werewolves         | 陳零九                             | 邱鋒澤 陳零九                      | 張暐弘               | 張暐弘               | 4:46              |
| 3.                | 可能我不懂 Maybe I Don't Know                | 陳零九                             | 陳零九 潘信維                      | 陳熙                 | 陳零九 陳熙 潘信維   | 4:10              |
| 4.                | Watch Me                                     | 陳零九                             | 陳零九                             | 陳零九               | 陳零九               | 2:33              |
| 5.                | 分手的第五夜 Day Five                        | 陳零九                             | 潘信維 陳零九                      | 潘信維 陳佑祥 曾聿徵 | 潘信維 陳零九        | 4:22              |
| 6.                | 我不走 Don't Go                              | 陳零九 Tiny                        | 陳零九                             | 黃雨勳               | 陳零九 黃雨勳        | 5:00              |
| 7.                | 北京的夜晚（feat.孫盛希） A Night In Beijing | 陳零九 孫盛希                      | 陳零九 孫盛希                      | 工藤仁志             | 陳零九 戸田泰宏      | 3:53              |
| 8.                | 鬼混（feat.熊仔） Fool Around                | 熊信寬 陳零九                      | CYH 熊信寬 陳零九                  | CYH                  | 陳零九 熊信寬        | 3:35              |
| 9.                | 聊傷 Wound                                   | 崔惟楷 陳零九                      | 陳零九                             | 許書豪               | 許書豪 陳零九        | 4:05              |
| 10.               | 看見妳的聲音 See Your Voice                  | 陳零九                             | 陳零九                             | 周菲比               | 陳零九               | 4:15              |
| 11.               | 天亮請睜眼（feat.邱鋒澤） Daylight           | 陳零九 邱鋒澤                      | 陳零九 張暐弘 邱鋒澤               | 張暐弘               | 張暐弘 陳零九        | 3:12              |
| 12.               | 外套 Coat                                    | 陳零九 潘信維                      | 陳零九 潘信維                      | 潘信維               | 陳零九 潘信維        | 3:42              |
| 13.               | 出外的囝仔 Far Away Home                     | 武雄                               | 陳零九 潘信維                      | 游政豪               | 陳零九 潘信維        | 4:10              |
| 14.               | I'll Love You Next Life                      | 陳零九                             | 陳零九                             | 李友廷 劉涵          | 陳零九               | 4:16              |
| 15.               | 2099（feat.張愛愛）                          | 張愛愛 陳零九                      | 陳零九                             | 陳佑祥 林書緯        | 陳零九 陳佑祥 林書緯 | 3:06              |
| 16.               | 房間（feat.婁峻碩） Room                     | 陳零九 婁峻碩                      | 陳零九 婁峻碩                      | 陳佑祥               | 陳零九 陳佑祥        | 2:59              |
| 17.               | 遊戲Bro（feat.韋禮安、王舜） Game Bro        | 陳零九 韋禮安 王舜                 | 陳零九 韋禮安 王舜                 | 王舜                 | 陳零九 韋禮安 王舜   | 3:39              |
| 18.               | 還有我在 I've Got Your Back                  | 陳零九                             | 陳零九 陳佑祥 林書緯               | 陳零九               | 陳佑祥 林書緯        | 3:01              |
| 19.               | REAL LIE                                     | 陳零九                             | 陳零九                             | 律動叔叔             | 陳零九 律動叔叔      | 3:15              |
| 20.               | 度個假 Holiday                               |                                    |                                    |                      |                      | 3:27              |

## 製作名單
| 再也不要 - 聲樂 – 陳零九、韋禮安 - 製作人 – 陳零九、韋禮安 - 編曲 – 姚書寰、韋禮安 - 和聲 – 陳零九、韋禮安 - 錄音師 – 柯拓名、韋禮安 - 混音工程師 – 柯拓名 - 母帶後期處理工程師 – Streaky 天黑請閉眼 - 聲樂 – 陳零九、邱鋒澤 - 製作人 – 張暐弘 - 編曲 – 張暐弘 - 錄音及混音師 – 張暐弘 可能我不懂 - 聲樂 – 陳零九 - 製作人 – 陳零九、陳熙、潘信維 - 編曲 – 陳熙 - 合聲編寫 – 潘信維 - 合聲 – 潘信維 - 弦樂編寫 – 陳熙 - 弦樂監製 – 陳熙、林仔萱 - 小提琴 – 徐冠宜 - 錄⾳工程師 – 柯拓名 - 混音工程師 – 柯拓名 Watch Me - 聲樂 – 陳零九 - 製作人 – 陳零九 - 編曲 – 陳零九 - 錄音工程師 – 柯拓名 - 混音工程師 – 柯拓名 - 母帶後期處理工程師 – Streaky 分手的第五夜 - 聲樂 – 陳零九 - 製作人 – 潘信維、陳零九 - 執行製作 – CYH - 編曲 – 潘信維、陳佑祥、曾聿徵 - 合聲編排 – 潘信維、陳零九 - 合聲 – 潘信維 - 吉他 – 曾聿徵 - 貝斯 – 陳佑祥 - 爵士鼓 – Adriano Moreira 高飛 - 錄音師 – 柯拓名、錢煒安 - 混音師 – 陳振發 - 母帶後期處理工程師 – Streaky | 我不走 - 聲樂 – 陳零九 - 製作人 – 陳零九、黃雨勳 - 編曲 – 黃雨勳 - 和聲 – 黃雨勳 - 錄音工程師 – 黃雨勳 - 混音工程師 – 黃雨勳 - 母帶後期處理工程師 – 陳陸泰 北京的夜晚 - 聲樂 – 陳零九、孫盛希 - 製作人 – 陳零九 - 音樂製作人 – 戶田泰宏 - 編曲 – 工藤仁志 - 吉他 – 工藤仁志 - 貝斯 – Ari - 鼓 – 戶田泰宏 - 錄音工程師 – H.Kudo - 混音工程師 – H.Kudo - 母帶後期處理工程師 – Streaky 鬼混 - 聲樂 – 陳零九、熊仔 - 製作人 – 陳零九、熊信寬 - 編曲 – CYH - 配唱 – 陳零九、熊信寬 - 和聲 – 陳零九、熊信寬 - 錄音工程師 – 陳零九、熊信寬 - 混音工程師 – 柯拓名 - 母帶後期處理工程師 – Brian Elgin 聊傷 - 聲樂 – 陳零九 - 製作人 – 許書豪、陳零九 - 編曲 – 許書豪 - 吉他 – 許書豪 - 貝斯 – 許書豪 - 和聲編寫 – 許書豪 - 錄音師 – 謝豐澤 - 混音師 – 賴世凱 - 母帶後期處理工程師 – 賴世凱 看見妳的聲音 - 聲樂 – 陳零九 - 製作 – 陳零九 - 錄音工程師 – 柯拓名 - 混音工程師 – 柯拓名 - 母帶後期處理工程師 – 柯拓名 | 天亮請睜眼 - 聲樂 – 陳零九、邱鋒澤 - 製作 – 張暐弘、陳零九 - 編曲 – 張暐弘 - 錄音師 – 張暐弘 - 混音師 – 張暐弘 - 母帶後期處理工程師 – 張暐弘 外套 - 聲樂 – 陳零九 - 製作 – 陳零九、潘信維 - 合聲編寫 – 潘信維 - 合聲 – 陳零九、潘信維 - 編曲 – 潘信維 - 錄⾳工程師 – 柯拓名 - 混音工程師 – 柯拓名 出外的囝仔 - 聲樂 – 陳零九 - 製作人 – 陳零九、潘信維 - 編曲 – 游政豪 - 合聲編寫 – 潘信維 - 合聲 – 潘信維 - 吉他 – 彭敬之 - 錄⾳工程師 – 柯拓名 - 混音工程師 – 柯拓名 I'll Love You Next Life - 聲樂 – 陳零九 - 製作 – 陳零九 - 編曲 – 李友廷、劉涵 - 吉他 – 李友廷 - 大提琴 – 劉涵 - 錄音師 – 胡俊涵 - 混音 – 柯拓名 - 錄音 – 柯拓名 2099 - 聲樂 – 陳零九、張愛愛 - 製作 – 陳零九、陳佑祥、林書緯 - 編曲 – 陳佑祥、林書緯 - 吉他 – 曾聿徵 - 貝斯 – 陳佑祥 - 錄音及混音師 – 柯拓名 - 母帶後期處理工程師 – 柯拓名 | 房間 - 聲樂 – 陳零九、婁峻碩 - 製作 – 陳零九、陳佑祥 - 編曲 – 陳佑祥 - 配唱製作人 – 林書緯 - 吉他 – 曾聿徵 - 錄音工程師 – 陳佑祥 - 混音工程師 – Max - 母帶後期處理工程師 – Max 遊戲Bro - 聲樂 – 陳零九、韋禮安、王舜 - 製作 – 陳零九、韋禮安、王舜 - 編曲 – 王舜 - 和聲 – 陳零九、韋禮安、王舜 - 錄音及混音師 – 柯拓名 - 母帶後期處理工程師 – 柯拓名 還有我在 - 聲樂 – 陳零九 - 製作人 – 陳零九 - 編曲 – 陳佑祥、林書緯 - 吉他 – 趙祖毅 - 錄音工程師 – 柯拓名 - 混音工程師 – 柯拓名 - 母帶後期處理工程師 – Streaky REAL LIE - 聲樂 – 陳零九 - 製作人 – 陳零九、律動叔叔 - 編曲 – 律動叔叔 - 合聲 – 律動叔叔 - 錄音工程師 – 柯拓名 - 混音工程師 – 柯拓名 - 母帶後期處理工程師 – Brian Elgin |

## 商業搭配
| 光碟  | 曲序 | 歌曲名稱                | 搭配項目                                          | 來源   |
| ----- | ---- | ----------------------- | ------------------------------------------------- | ------ |
| 光碟1 | M-1  | 再也不要                | 東森戲劇《美味滿閣》片尾曲                        | [ 20 ] |
| 光碟1 | M-6  | 我不走                  | 華視《守著陽光守著你》插曲                        | [ 20 ] |
| 光碟1 | M-10 | 看見妳的聲音            | 電視劇《想見你》插曲                              | [ 20 ] |
| 光碟2 | M-1  | 天亮請睜眼              | 「終極狼人殺」遊戲主題曲                          | [ 20 ] |
| 光碟2 | M-3  | 出外的囝仔              | 民視八點檔《多情城市》插曲                        | [ 20 ] |
| 光碟2 | M-4  | I'll Love You Next Life | 民視八點檔《多情城市》插曲                        | [ 20 ] |
| 光碟2 | M-5  | 2099                    | 17星聲代專案曲                                    | [ 20 ] |
| 光碟2 | M-8  | 還有我在                | 電玩遊戲「湯姆克蘭西：全境封鎖2」台港澳中文宣傳曲 | [ 20 ] |

## 榜單成績

### 週榜單
| 週榜單（2019年）           | 最高 位置 |
| -------------------------- | --------- |
| 臺灣華語專輯榜（五大）     | 1         |
| 臺灣華語專輯榜（玫瑰大眾） | 4         |
| 臺灣華語專輯榜（佳佳）     | 3         |
| 臺灣專輯榜（博客來）       | 7         |
| 臺灣華語專輯榜（光南）     | 3         |
| 臺灣專輯榜（誠品）         | 10        |
| 臺灣華語專輯榜（KKBOX）    | 14        |

## 資料來源
1. 1 2  關, 韶文. . ETtoday星光雲. 2019-01-05  [2019-11-29].
2. ↑  . 中時電子報. 2019-09-11  [2019-11-30]. （原始内容存档于2019-10-13）.
3. ↑  . 博客來.   [2019-11-30].
4. ↑  . 博客來.   [2019-11-30]. （原始内容存档于2019-12-21）.
5. ↑  咪咪. . KKBOX. 2019-11-21  [2019-11-30]. （原始内容存档于2019-12-29）.
6. ↑  . 八大電視娛樂百分百於YouTube. 2019-10-30  [2019-12-01]. （原始内容存档于2019-12-20）.
7. ↑  . k.sina.cn. 2019-08-23  [2021-12-27]. （原始内容存档于2021-12-27）.
8. ↑  翁, 子涵. . ETtoday星光雲. 2019-11-20  [2019-11-30].
9. ↑  . 滾石唱片於Facebook. 2019-11-20  [2019-11-30].
10. 1 2  . 陳零九於Instagram. 2019-11-21  [2019-11-30].
11. ↑  . tw.news.yahoo.com.   [2021-12-27]. （原始内容存档于2021-12-27） （中文（臺灣））.
12. ↑  . 零九小忍歷險記於YouTube. 2019-11-18  [2019-11-30].
13. ↑  . 滾石唱片. 2019-09-11  [2019-11-30]. （原始内容存档于2019-10-30）.
14. ↑  . 中時新聞網.   [2021-12-27]. （原始内容存档于2021-12-27） （中文（臺灣））.
15. 1 2 3 4  . 雅虎台灣. 2019-11-21  [2019-11-30].
16. 1 2 3  . 博客來.   [2019-11-30]. （原始内容存档于2019-12-21）.
17. ↑  . 陳零九於Instagram. 2019-11-25  [2019-11-30].
18. ↑  . check2 check於YouTube. 2019-10-02  [2019-11-30].
19. 1 2  . 洹國際文化股份有限公司. 2019-06-14  [2019-12-01]. （原始内容存档于2021-07-26）.
20. 1 2 3  . 滾石購物網.   [2019-11-29].
21. ↑  . 滾石唱片於YouTube. 2019-12-11  [2019-12-12]. （原始内容存档于2019-12-13）.
22. ↑  娛樂報鹿仔. . ETtoday星光雲. 2019-05-16  [2019-11-30].
23. ↑  . 新城知訊台. 2019-10-30  [2019-11-30]. （原始内容存档于2019-12-02）.
24. ↑  . 星島日報. 2019-05-03  [2019-11-30].[]
25. ↑  . 滾石唱片於YouTube. 2019-03-29  [2019-11-30]. （原始内容存档于2019-06-03）.
26. ↑  . 洹國際文化股份有限公司. 2019-04-26  [2019-11-30]. （原始内容存档于2021-07-26）.
27. ↑  吳, 雨婕. . 今日新聞. 2019-05-03  [2019-11-30].
28. ↑  . KKBOX.   [2019-11-30].
29. ↑  . 三立新聞網. 2019-06-01  [2019-11-30].
30. ↑  . KKBOX.   [2019-11-30].
31. 1 2  . 三立新聞網. 2019-09-24  [2019-11-30]. （原始内容存档于2022-01-25）.
32. ↑  . 滾石唱片於YouTube. 2019-09-05  [2019-11-30]. （原始内容存档于2019-12-13）.
33. ↑  . 三鳳製作於痞客邦. 2019-11-27  [2019-12-07]. （原始内容存档于2019-12-07）.
34. ↑  . 三立新聞網. 2019-08-23  [2019-12-01]. （原始内容存档于2021-02-26）.
35. ↑  . 滾石唱片於YouTube. 2019-12-25  [2020-01-04]. （原始内容存档于2021-07-30）.
36. ↑  . friDay音樂. 2019-11-01  [2019-12-01].
37. ↑  陳, 慧玲. . 自由時報. 2019-07-30  [2019-12-01]. （原始内容存档于2019-07-31）.
38. ↑  王, 丹荷. . 青年日報. 2019-08-06  [2019-12-01].
39. ↑  蔡, 琛儀. . 中國時報. 2019-04-22  [2019-12-01]. （原始内容存档于2019-04-24）.
40. ↑  . 蕃薯藤. 2019-04-17  [2019-12-01].
41. ↑  . 滾石唱片於YouTube. 2019-10-04  [2019-12-01]. （原始内容存档于2019-11-06）.
42. ↑  . 滾石唱片於YouTube. 2019-07-12  [2019-12-01]. （原始内容存档于2019-12-13）.
43. ↑  . 滾石唱片於YouTube. 2019-06-14  [2019-12-01]. （原始内容存档于2020-04-21）.
44. ↑  . 小丰子3C俱樂部. 2019-12-28  [2020-01-04]. （原始内容存档于2021-02-26）.
45. ↑  . 玫瑰大眾g-music風雲榜-購物網於Facebook. 2019-12-27  [2020-01-04].
46. ↑  . 佳佳唱片行. 2019-12-27  [2020-01-04].
47. ↑  . 博客來. 2019-12-27  [2020-01-04]. （原始内容存档于2021-02-21）.
48. ↑  . 光南大批發-連鎖店於Facebook. 2019-12-27  [2020-01-04].
49. ↑  . 誠品書店.   [2020-01-04]. （原始内容存档于2019-06-14）.
50. ↑  . KKBOX.   [2020-01-04].